# 摩根敦 (密西西比州馬里昂縣)
摩根敦（英語：Morgantown）是位於美國密西西比州馬里昂縣的非建制地區。

## 地理
摩根敦所處的海拔為高於海平面50米（即164英呎），而該地所採用的時區為UTC-6，即北美中部時區（CST）。同時該地設有夏令時間，為UTC-6調快一小時，即UTC-5（CDT）。